# 汉阴城墙
汉阴城墙，位于中国陕西省安康市汉阴县。城墙现存西段、南段及西城门。2003年，汉阴明城墙列为陕西省重点文物保护单位。

## 历史
明成化元年（1466年），汉阴城墙始建，为夯土结构。正德七年（1512年），扩建城墙，并外包以砖石。嘉靖十四年（1535），环城开挖护城河，并命名四门，东曰迎晖，南曰南薰，西曰承恩，北曰拱辰。同治十二年（1873年），建文峰塔。
1960年代至70年代，汉阴城墙北段、东段拆除。

## 形制
汉阴城墙州长四里，设四门。城墙东南角有文峰塔。